# فرانسيس فوكس بايفن
فرانسيس فوكس بايفن (بالإنجليزية: Frances Fox Piven)‏ هي عالمة اجتماع أمريكية، ولدت في 10 أكتوبر 1932 في كالغاري في كندا.

## وصلات خارجية
- فرانسيس فوكس بايفن على موقع IMDb (الإنجليزية)
- فرانسيس فوكس بايفن على موقع إن إن دي بي (الإنجليزية)